# Tsarevets (distrikt i Vratsa)
Tsarevets (bulgariska: Царевец) är ett distrikt i Bulgarien.   Det ligger i kommunen Obsjtina Mezdra och regionen Vratsa, i den västra delen av landet, 60 km nordost om huvudstaden Sofia.
Omgivningarna runt Tsarevets är en mosaik av jordbruksmark och naturlig växtlighet. Runt Tsarevets är det ganska glesbefolkat, med 36 invånare per kvadratkilometer.